# Tchernovaïa
 (décembre 2021).
Tchernovaya (russe : Черновая) est une localité rurale (un selo) à Sychyovsky Selsoviet, district de Smolensky, Altai Krai en Russie.
La population était de 259 en 2013. Il y a 4 rues.

## Géographie
Tchernovaya est situé 58 km au sud de Smolenskoïe (le centre administratif du district) par la route. Krasny Gorodok est la localité rurale la plus proche.